# Teorema fonamental del càlcul
En Matemàtiques, el teorema fonamental del càlcul integral relaciona  els conceptes de derivació  i d'integració d'una funció, i bàsicament estableix que són operacions inverses. Aquest teorema és central en la branca de les Matemàtiques anomenada Càlcul infinitesimal.
La primera part del teorema, o Primer Teorema fonamental del càlcul, estableix que la funció definida mitjançant una integral d'una funció contínua és diferenciable, i aleshores, permet trobar una primitiva o antiderivada d'una funció contínua a partir de la seva integral.
La segona part del teorema, o Segon Teorema fonamental del càlcul, també anomenat regla de Barrow, en honor d'Isaac Barrow,   permet calcular la integral d'una funció utilitzant l'antiderivada de la funció que s'ha d'integrar.
Encara que els antics matemàtics grecs com Arquímedes ja disposaven de mètodes aproximats per al càlcul de volums, àrees i longituds corbes va ser gràcies a una idea originalment desenvolupada pel matemàtic anglès Isaac Barrow i les aportacions d'Isaac Newton i Gottfried Leibniz que aquest teorema va poder ser enunciat i demostrat.

## Història
El teorema fonamental del càlcul relaciona la diferenciació i la integració, mostrant que les dues operacions són essencialment l'inversa l'una de l'altra. Abans del descobriment d'aquest teorema, no es reconeixia que aquestes dues operacions estaven relacionades. Els matemàtics grecs antics sabien com calcular l'àrea a partir d'infinitesimals, una operació que avui en dia anomenaríem integració. De manera similar, els orígens de la diferenciació són diversos segles anteriors al teorema fonamental del càlcul; per exemple, en el segle XIV les nocions de continuïtat de funcions i de moviment van ser estudiades pels calculadors de Merton College i altres acadèmics. La rellevància històrica del teorema fonamental del càlcul no és l'habilitat de calcular aquestes operacions, sinó la presa de consciència que aquestes dues operacions que semblen diferents (càlcul d'àrees geomètriques i càlcul de gradients) estan de fet estretament relacionades.
El càlcul es va iniciar com a teoria unificada d'integració i diferenciació a partir de la conjectura i la demostració del teorma fonamental del càlcul. El primer enunciat i demostració d'una versió rudimentària del teorema fonamental, de caràcter marcadament geomètric, s'atribueix a James Gregory (1638–1675). Isaac Barrow (1630–1677) va demostrar una versió més generalitzada del teorema, mentre que el seu alumne Isaac Newton (1642–1727) va completar el desenvolupament de la teoria matemàtica en què s'emmarca. Gottfried Leibniz (1646–1716) va sistematitzar el coneixement en el càlcul de quantitats infinitesimals i va introduir la notació que s'utilitza avui en dia.

## Els teoremes fonamentals del càlcul integral

### Primer teorema fonamental

#### Enunciat
| Donada una funció {\displaystyle f:[a,b]\to \mathbb {R} } integrable, definim {\displaystyle F:[a,b]\to \mathbb {R} } per {\displaystyle F(x)={\int _{a}^{x}f(t)dt}}. Aleshores, si {\displaystyle \,f} és contínua en el punt {\displaystyle c\in [a,b]}, llavors {\displaystyle \,F} és derivable en {\displaystyle \,c} i {\displaystyle \,F'(c)=f(c)}. Si {\displaystyle c=a\ {\text{o }}b}, aleshores es sobeenten que {\displaystyle F'(c)} és la derivada per la dreta o l'esquerra de {\displaystyle F}. |

#### Demostració
Lema important:
Suposem que {\displaystyle f} és integrable sobre {\displaystyle [a,b]} i que:
{\displaystyle m\leq f(x)\leq M,\ \forall x\in [a,b]}
Llavors {\displaystyle m(b-a)\leq {\int _{a}^{b}f(t)dt}\leq M(b-a).}
Comença la demostració
Hipòtesi:
Sigui {\displaystyle c\in (a,b)}. (Els casos {\displaystyle c=a\ {\text{o }}b} es demostren de manera similar.)
Sigui {\displaystyle f} una funció integrable sobre l'interval {\displaystyle [a,b]} i contínua a c.
Sigui {\displaystyle F} la funció sobre {\displaystyle [a,b]} definida per {\displaystyle F(x)=\int _{a}^{x}f(t)dt}.
Tesi: {\displaystyle F'(c)=f(c).}
Per definició tenim: {\displaystyle F'(c)={\lim _{h\rightarrow 0}{\frac {F(c+h)-F(c)}{h}}}}.
Suposem que h>0, llavors {\displaystyle F(c+h)-F(c)={\int _{c}^{c+h}f(t)dt}}.
Definim {\displaystyle m_{h}} i {\displaystyle M_{h}} com:
{\displaystyle m_{h}=\inf\{f(x)|c\leq x\leq c+h\}},
{\displaystyle M_{h}=\sup\{f(x)|c\leq x\leq c+h\}}
Aplicant el lema veiem que:
{\displaystyle m_{h}\cdot h\leq {\int _{c}^{c+h}f(t)dt}\leq M_{h}\cdot h}.
Aleshores,
{\displaystyle m_{h}\leq {\frac {F(c+h)-F(c)}{h}}\leq M_{h}}
Ara suposem que {\displaystyle h<0}, siguin:
{\displaystyle {m^{*}}_{h}=\inf\{f(x)|c+h\leq x\leq c\}},
{\displaystyle {M^{*}}_{h}=\sup\{f(x)|c+h\leq x\leq c\}}.
Aplicant el lema veiem que:
{\displaystyle {m^{*}}_{h}\cdot (-h)\leq {\int _{c+h}^{c}f(t)dt}\leq {M^{*}}_{h}\cdot (-h)}.
Com:
{\displaystyle F(c+h)-F(c)={\int _{c}^{c+h}f(t)dt}=-{\int _{c+h}^{c}f(t)dt}},
Llavors:
{\displaystyle {m^{*}}_{h}\cdot h\geq F(c+h)-F(c)\geq {M^{*}}_{h}\cdot h}.
Donat que {\displaystyle h<0}, llavors tenim que:
{\displaystyle {m^{*}}_{h}\leq {\frac {F(c+h)-F(c)}{h}}\leq {M^{*}}_{h}}.
I com {\displaystyle f} és contínua a c tenim que:
{\displaystyle \lim _{h\rightarrow 0}m_{h}=\lim _{h\rightarrow 0}M_{h}=\lim _{h\rightarrow 0}{m^{*}}_{h}=\lim _{h\rightarrow 0}{M^{*}}_{h}=f(c)},
i això porta a:
{\displaystyle F'(c)={\lim _{h\rightarrow 0}{\frac {F(c+h)-F(c)}{h}}}=f(c)}.

#### Exemples

Figura 2. La funció no és diferenciable en el punt

{\displaystyle F(x)=\int _{0}^{x}t^{2}dt\Rightarrow F'(x)=x^{2}}.
{\displaystyle H(x)=\int _{10}^{\exp {3x}}\sin(t)dt\Rightarrow H'(x)=\sin(e^{3x})e^{3x}3}, on s'utilitza la regla de la cadena.
{\displaystyle G(x)=\int _{0}^{x^{2}}\arcsin(t)dt\Rightarrow G'(x)=\arcsin(x^{2})2x}, on també s'utilitza la regla de la cadena.
Observacions
1. Informalment, el teorema es pot enunciar a partir d'una funció integrable i la seva integral: si {\displaystyle f:[a,b]\to \mathbb {R} } és integrable i contínua en el punt {\displaystyle x\in [a,b]}, aleshores {\displaystyle {\bigg (}\int _{a}^{x}f(t)\,dt{\bigg )}'=f(x).}Per aquest motiu és diu que el Primer teorema fonamental del càlcul tracta de "derivar una integral".

Figura 1. La funció és discontínua en el punt

2. La condició que {\displaystyle f}  sigui contínua en un punt {\displaystyle c} per tal que {\displaystyle F}  sigui derivable en aquest punt no es pot suprimir. Per exemple, la funció{\displaystyle f(x)={\begin{cases}0,&{\text{si }}x\in [0,0'5],\\1,&{\text{si }}x\in (0'5,1],\end{cases}}} és discontínua en el punt  {\displaystyle x=0'5}, vegeu al Figura 1. Aquesta funció és integrable, però la funció{\displaystyle F(x)=\int _{0}^{x}f(t)\,dt={\begin{cases}0,&{\text{si }}0\in [0,0'5],\\x-0'5,&{\text{si }}x\in (0'5,1].\end{cases}}}no és diferenciable en el punt  {\displaystyle x=0'5} , vegeu la Figura 2.
3. Recordem que donada una funció {\displaystyle g:I\to \mathbb {R} } definida en un interval {\displaystyle I}, s'anomena una primitiva o antiderivada o integral indefinida de la funció {\displaystyle f:I\to \mathbb {R} }  en {\displaystyle I} si {\displaystyle g'(x)=f(x),{\text{ per a tot }}x\in I.}Del Teorema del valor mitjà es dedueix que si {\displaystyle g_{1}} i {\displaystyle g_{2}} són dues primitives de {\displaystyle f}, aleshores existeix una constant  {\displaystyle C} tal que  {\displaystyle g_{2}=g_{1}+C}.
4. Del primer teorema fonamental del càlcul deduïm que si {\displaystyle f:[a,b]\to \mathbb {R} } és contínua, llavors  {\displaystyle F(x)=\int _{0}^{x}f} és una primitiva de  {\displaystyle f}. Ara bé, això no vol dir que la primitiva sigui expressable en termes de funcions elementals (polinomis, funcions racionals, trigonomètriques, exponencials,..); un exemple d'una funció d'aquestes característiques és  {\displaystyle f(x)=e^{-x^{2}}} (vegeu un comentari sobre la  demostració a). En general, la teoria diferencial de Galois estudia quan una funció elemental té una primitiva expressable en funcions elementals.
5. No tota funció integrable té  primitiva. Per exemple, la funció {\displaystyle f:[0,1]\to \mathbb {R} } {\displaystyle f(x)={\begin{cases}1,&{\text{si }}x=0'5,\\0,&{\text{si }}x\neq 0'5,\end{cases}}}és integrable però no hi ha cap funció tal que la seva derivada sigui  {\displaystyle f} .

### Corol·lari

#### Enunciat
| Donada una funció {\displaystyle f:[a,b]\to \mathbb {R} } contínua i sigui {\displaystyle \,g(x)} qualsevol funció primitiva de {\displaystyle \,f}, és a dir {\displaystyle \,g'(x)=f(x)}, llavors: {\displaystyle \int _{a}^{b}f(x)dx=g(b)-g(a).} |

#### Demostració
Hipòtesi: 
Sigui {\displaystyle f:[a,b]\to \mathbb {R} } una funció contínua.
Sigui {\displaystyle g:[a,b]\to \mathbb {R} } una funció diferenciable  tal que {\displaystyle g'(x)=f(x),{\ }\forall x\in [a,b]}.
Tesi: 
{\displaystyle \int _{a}^{b}f(x)dx=g(b)-g(a).}
Demostració:
Sigui
{\displaystyle F(x)=\int _{a}^{x}f(t)dt}.
Tenim pel primer teorema fonamental del càlcul que:
{\displaystyle F'(x)=f(x)=g'(x){\ }\forall x\in [a,b]}.
Per tant, pel Teorema del valor mitjà, 
{\displaystyle \exists C\in \mathbb {R} {\ }} tal que {\displaystyle \forall x\in [a,b],F(x)=g(x)+C}.
Observem que:
{\displaystyle 0=F(a)=g(a)+C}
I d'aquí se segueix que {\displaystyle C=-g(a)}; per tant:
{\displaystyle F(x)=g(x)-g(a)}.
I en particular si {\displaystyle x=b} tenim que:
{\displaystyle \int _{a}^{b}f(t)dt=F(b)=g(b)-g(a).}

### Segon teorema fonamental del càlcul  o regla de Barrow

#### Enunciat
| Sigui {\displaystyle f:[a,b]\to \mathbb {R} } una funció integrable i {\displaystyle g:[a,b]\to \mathbb {R} } una primitiva de {\displaystyle f}, és a dir, {\displaystyle g'(x)=f(x),{\text{ per a tot }}x\in [a,b].}Aleshores {\displaystyle \int _{a}^{b}f(x)\,dx=g(b)-g(a).} |

#### Demostració
Utilitzarem les sumes superiors i inferiors de Darboux, i les integrals inferiors i superiors que s'han definit als articles integral de Riemann o integral de Darboux.
Donada una funció {\displaystyle f:[a,b]\to \mathbb {R} } fitada, i  una partició {\displaystyle {\mathcal {P}}=\{x_{0},\dots ,x_{n}\}} de l'interval {\displaystyle [a,b]}   amb {\displaystyle a=x_{0}<x_{1}<\cdots <x_{n}=b,} considerem l'ínfim i el suprem de {\displaystyle f}  en l'interval   {\displaystyle [x_{i-1},x_{i}]}:  {\displaystyle m_{i}=\inf _{x\in [x_{i-1},x_{i}]}f(x)\quad {\text{i}}\quad M_{i}=\sup _{x\in [x_{i-1},x_{i}]}f(x),\ i=1,\dots ,n.}

Figura 3. Suma inferior de Darboux

Figura 4. Suma superior de Darboux

Es defineix la suma inferior i la suma superior (de Darboux) de {\displaystyle f} respecte de  {\displaystyle {\mathcal {P}}}   per {\displaystyle L(f,{\mathcal {P}})=\sum _{i=1}^{n}m_{i}{\big (}x_{i+1}-x_{i}{\big )}\quad {\text{i}}\quad U(f,{\mathcal {P}})=\sum _{i=1}^{n}M_{i}{\big (}x_{i+1}-x_{i}{\big )}}respectivament, vegeu les Figures 3 i 4.
Retornem a la demostració del teorema.
Pas 1. Pel teorema del valor mitjà, per a {\displaystyle i=1,\dots ,n}, existirà {\displaystyle x_{i}^{*}\in (x_{i-1},x_{i})} tal que {\displaystyle g(x_{i})-g(x_{i-1})=g'(x_{i}^{*})(x_{i}-x_{i-1})=f(x_{i}^{*})(x_{i}-x_{i-1}).}Aleshores, com que {\displaystyle m_{i}}  i {\displaystyle M_{i}}  són l'ínfim i el suprem de {\displaystyle f} en l'interval  {\displaystyle [x_{i-1},x_{i}]},{\displaystyle m_{i}(x_{i}-x_{i-1})\leq f(x_{i}^{*})(x_{i}-x_{i-1})\leq M_{i}(x_{i}-x_{i-1}),}o, equivalentment, {\displaystyle m_{i}(x_{i}-x_{i-1})\leq g(x_{i})-g(x_{i-1})\leq M_{i}(x_{i}-x_{i-1}),}
sumand respecte {\displaystyle i}, tindrem que {\displaystyle L(f,{\mathcal {P}})\leq \sum _{i=1}^{n}{\big (}g(x_{i})-g(x_{i-1}){\big )}\leq U(f,{\mathcal {P}}).}Però el sumatori dóna {\displaystyle g(b)-g(a)}. Per tant, 
{\displaystyle L(f,{\mathcal {P}})\leq g(b)-g(a)\leq U(f,{\mathcal {P}}).\qquad (1)}Pas 2. Es defineix la integral inferior (de Darboux) de  {\displaystyle f} per 
{\displaystyle {\underline {\int }}_{a}^{b}f=\sup {\big \{}L(f,{\mathcal {P}}):{\mathcal {P}}\ {\text{és una partició de }}[a,b]{\big \}}} i la integral superior {\displaystyle {\overline {\int }}_{a}^{b}f=\inf\{U(f,{\mathcal {P}}):{\mathcal {P}}\ {\text{és una partició de }}[a,b]{\big \}}.}Degut a la desigualtat (1) tenim que {\displaystyle {\underline {\int }}_{a}^{b}f\leq g(b)-g(a)\leq {\overline {\int }}_{a}^{b}f.\qquad (2)}Però una funció fitada és integrable si i només si (Vegeu les propietats de la integral),{\displaystyle {\underline {\int }}_{a}^{b}f={\overline {\int }}_{a}^{b}f,}i, en aquest cas, la integral de coincideix amb la integral inferior i la superior:{\displaystyle \int _{a}^{b}f={\underline {\int }}_{a}^{b}f={\overline {\int }}_{a}^{b}f.\qquad (3)} De les expressions (2) i (3) es dedueix que {\displaystyle \int _{a}^{b}f=g(b)-g(a).}
Extensió de la segona part del teorema fonamental del càlcul a funcions no diferenciables en un nombre finit de punts.  Tenim aquesta versió del teorema que és molt útil:
Teorema.   Sigui {\displaystyle f:[a,b]\to \mathbb {R} } una funció integrable i {\displaystyle g:[a,b]\to \mathbb {R} } una funció tal que
1. {\displaystyle g} és contínua en tots els punts.
2. {\displaystyle g} és diferenciable en tots els punts excepte, com a màxim, en un nombre finit de punts {\displaystyle y_{1},\dots ,y_{k}}.
3. Per tot {\displaystyle x\neq y_{j}}, {\displaystyle j=1,\dots ,k}, {\displaystyle g'(x)=f(x).}

Aleshores {\displaystyle \int _{a}^{b}f=g(b)-g(a).}
Demostració. Es comença provant que en la demostració del  Segon teorema fonamental del càlcul, la condició que la funció {\displaystyle g} sigui derivable en els punts {\displaystyle a}   i {\displaystyle b} no es necessària. Això és degut al fet que en el pas 1, el teorema del valor mitjà només demana que en cadascun dels intervals {\displaystyle [x_{i-1},x_{i}]} la funció {\displaystyle g} sigui contínua en {\displaystyle [x_{i-1},x_{i}]} i diferenciable en  {\displaystyle (x_{i-1},x_{i})} , la qual cosa es compleix en tots els intervals, inclòs els primer {\displaystyle [a,x_{1}]}  i  l'últim {\displaystyle [x_{n-1},b]}. El resultat que volem demostrar s'obté descomponent l'interval {\displaystyle [a,b]}  en unió disjunta d'intervals de la forma  {\displaystyle [y_{i},y_{i+1}]} , on{\displaystyle y_{1},\dots ,y_{k}} són els punts on la funció  {\displaystyle g} no és derivable.

#### Exemples
1. {\displaystyle \int _{0}^{\pi }\cos(x)dx=\sin(\pi )-\sin(0)=0}
2. {\displaystyle \int _{1}^{e}{\frac {dx}{x}}=\ln(e)-\ln(1)=1}
3.  Exemple més detallat del segon teorema fonamental. Suposi's que s'ha de calcular la integral següent:
{\displaystyle \int _{2}^{5}x^{2}\,dx.}
Aquí, {\displaystyle f(x)=x^{2}} i es pot usar {\displaystyle F(x)={\frac {1}{3}}x^{3}} com a antiderivada. Per tant:
{\displaystyle \int _{2}^{5}x^{2}\,dx=F(5)-F(2)={\frac {5^{3}}{3}}-{\frac {2^{3}}{3}}={\frac {125}{3}}-{\frac {8}{3}}={\frac {117}{3}}=39.}
4. Exemple del primer teorema fonamental Suposi's que s'ha de calcular
{\displaystyle {\frac {d}{dx}}\int _{0}^{x}t^{3}\,dt.}
Utilitzant la primera part del teorema amb {\displaystyle f(t)=t^{3}} s'obté
{\displaystyle {\frac {d}{dx}}\int _{0}^{x}t^{3}\,dt=f(x)=x^{3}.}
Això es pot comprovar també utilitzant la segona part del teorema. En particular, {\displaystyle F(t)={\frac {1}{4}}t^{4}} és l'antiderivada de {\displaystyle f(t)}, i per tant
{\displaystyle {\frac {d}{dx}}\int _{0}^{x}t^{3}\,dt={\frac {d}{dx}}F(x)-{\frac {d}{dx}}F(0)={\frac {d}{dx}}{\frac {x^{4}}{4}}=x^{3}.}
{\displaystyle \int _{0}^{1}f(x)\,dx=F(1)-F(0)=\sin(1).}
5. Aplicació per demostrar propietats de les integrals. Es pot utilitzar el teorema per demostrar que
{\displaystyle \int _{a}^{b}f(x)dx=\int _{a}^{c}f(x)dx+\int _{c}^{b}f(x)dx.}
Com que 
{\displaystyle {\begin{aligned}\int _{a}^{b}f(x)dx&=F(b)-F(a),\\\int _{a}^{c}f(x)dx&=F(c)-F(a),{\text{ i }}\\\int _{c}^{b}f(x)dx&=F(b)-F(c),\end{aligned}}}
el resultat és una conseqüència de 
{\displaystyle F(b)-F(a)=F(c)-F(a)+F(b)-F(c).}
Comentaris.
1. El segon Teorema fonamental del càlcul es pot escriure en termes d'una funció {\displaystyle g} i la seva derivada: sigui   {\displaystyle g:[a,b]\to \mathbb {R} } una funció que és diferenciable en {\displaystyle [a,b]} i tal que la seva derivada {\displaystyle g'} sigui integrable. Aleshores {\displaystyle \int _{a}^{b}g'=g(b)-g(a).}Aleshores, informalment es diu que aquest teorema tracta ''d'integrar derivades".
2. No sempre la derivada d'una funció és integrable, i en aquest cas el teorema no és pot aplicar ja que no té sentit. Per exemple, la funció {\displaystyle g:[0,1]\to \mathbb {R} } definida per
{\displaystyle g(x)={\begin{cases}x^{2}\sin {\bigg (}{\dfrac {1}{x^{2}}}{\bigg )},&{\text{si }}x\in (0,1],\\0,&{\text{si }}x=0,\end{cases}}}és diferenciable en {\displaystyle [0,1]} i la derivada val {\displaystyle g'(x)={\begin{cases}2x\,\sin {\bigg (}{\dfrac {1}{x^{2}}}{\bigg )}-{\dfrac {2}{x}}\cos {\bigg (}{\dfrac {1}{x^{2}}}{\bigg )},&{\text{si }}x=(0,1],\\0,&{\text{si }}x=0.\end{cases}}}Noteu que en el punt {\displaystyle x=0} no es pot aplicar la regla de la cadena i s'ha de calcular la derivada utilitzant la definició de derivada (per la dreta), és  dir, calculant {\displaystyle \lim _{h\to 0^{-}}{\frac {g(0+h)-g(0)}{h}}}. La funció {\displaystyle g'} no és integrable ja que no és fitada (vegeu les propietats de la integral de Riemann).
3. La funció de Volterra. El matemàtic italià Vito Volterra (1860-1940)  va construir una funció diferenciable amb la derivada afitada no integrable. Vegeu també

## Generalitzacions
La funció f no ha de ser contínua en tot l'interval. La Part I del teorema llavors es pot reescriure: sigui f una funció Lebesgue-integrable en l'interval {\displaystyle [a,b]} i x0 és un nombre en {\displaystyle [a,b]} tal que f és contínua a x0, llavors
{\displaystyle F(x)=\int _{a}^{x}f(t)\,dt}
és diferenciable per x = x0 amb F′(x0) = f(x0). Es pot relaxar les condicions en f encara més i suposar que és integrable merament de forma local. En aquest cas, es pot concloure que la funció F és diferenciable gairebé pertot i F′(x) = f(x) gairebé pertot. En la recta real aquesta afirmació és equivalent al teorema de diferenciació de Lebesgue. Aquests resultats segueixen sent vàlids per a la integral de Henstock-Kurzwe, que inclou la integral d'una classe més gran de funcions integrables.
En dimensions superiors, el teorema de diferenciació de Lebesgue generalitza el teorema fonamental del càlcul afirmant que per gairebé totes les x, el valor promig d'una funció f en una bola de radi r centrada a x tendeix a f(x) a mesura r tendeix a 0.
La Part II del teorema és vàlida per tota funció integrable de Lebesgue f, que té una antiderivada F (tot i que això no aplica a totes les funcions integrables). En altres paraules, si una funció real F en {\displaystyle [a,b]} admet una derivada f(x) pertot punt x de {\displaystyle [a,b]} i si aquesta derivada f és integrable segons Lebesgue en {\displaystyle [a,b]}, llavors
{\displaystyle F(b)-F(a)=\int _{a}^{b}f(t)\,dt.}
Aquest resultat pot no ser vàlid per funcions contínues F que admeten una derivada f(x) gairebé pertot x, com l'exemple de la funció de Cantor mostra. Tanmateix, si F és absolutament contínua, admet una derivada F′(x) gairebé pertot x, i a més F′ és integrable, amb F(b) − F(a) igual a la integral de F′ en {\displaystyle [a,b]}. En canvi, si f és una funció integrable qualsevol, llavors F definida com en la primera fórmula serà absolutament contínua amb F′ = f gairebé pertot.
Les condicions d'aquest teorema es poden relaxar d'una altra manera considerant les integrals que hi surten com integrals de Henstock-Kurzwe. En particular, si una funció contínua F(x) admet una derivada f(x) pertot menys per un nombre numerable de punts, llavors f(x) és integrable en el sentit de Henstock–Kurzweil i F(b) − F(a) és igual a l'integral de f en Plantilla:Closed-closed. La diferència aquí és que no cal assumir la integrabilitat de f.
La versió del teorema de Taylor, que expressa el terme error com una integral, es pot veure com una generalització del teorema fonamental.
Hi ha una versió del teorema per funcions complexes: suposi's que U és un conjunt obert en C i f : U → C és una funció que té una antiderivada holomorfa F en U. Llavors, per tota corba γ : [a, b] → U, la integral de camí es pot entendre com
{\displaystyle \int _{\gamma }f(z)\,dz=F(\gamma (b))-F(\gamma (a)).}
Es pot generalitzar el teorema fonamental a integrals corbes i de superfície en dimensions superiors i en varietats. Una d'aquestes generalitzacions l'ofereix el càlcul de superfícies en moviment i és l'evolució temporal de les integrals. Les extensions més familiars del teorema general del càlcul en dimensions superiors són el teorema de la divergència i el teorema del gradient.
Una de les generalitzacions més útils en aquesta direcció és el teorema de Stokes generalitzat (també conegut, de vegades, com el teorema fonamental del càlcul multivariable): Sigui M una Varietat suau smooth a trossos de dimensió n i sigui {\displaystyle \omega } una (n − 1)-form suau de suport compacte en M. Si ∂M denota la frontera de M donada la seva Orientabilitat induïda, llavors
{\displaystyle \int _{M}d\omega =\int _{\partial M}\omega .}
Aquí d és la derivada exterior, que es defineix únicament per mitjà de l'estructura de la varietat.
El teorema s'utilitza sovint en situacions en què M és una subvarietat orientada incrustada en una varietat més gran (per exemple, Rk) en què es defineix la forma diferencial {\displaystyle \omega }.
El teorema fonamental del càlcul permet escriure una integral definida com a equació diferencial ordinària de primer ordre.
{\displaystyle \int _{a}^{b}f(x)\,dx}
es pot escriure com
{\displaystyle {\frac {dy}{dx}}=f(x),\;\;y(a)=0}
amb {\displaystyle y(b)} com el valor de la integral.